# La Roche-Bernard
La Roche-Bernard là một xã trong tỉnh Morbihan, thuộc vùng hành chính Bretagne của nước Pháp, có dân số là 796 người (thời điểm 1999). Xã nằm cạnh sông Verlaine, cách biển khoảng 10 km. Xã đã được người Norman thành lập từ năm 919.

## Nhân khẩu học
| 1962 | 1968 | 1975  | 1982 | 1990 | 1999 |
| ---- | ---- | ----- | ---- | ---- | ---- |
| 895  | 979  | 1.038 | 838  | 766  | 796  |